# Bourg de Humen
Le bourg de Humen (chinois simplifié : 虎门镇 ; pinyin : Hǔmén zhèn ; litt. « Bourg de la Porte du tigre ») est un bourg de la ville-préfecture de Dongguan, dans la province du Guangdong en Chine.
Il tire son nom de Humen, également connu des occidentaux par son nom latin de Bocca Tigris, un détroit sur la rivière des Perles, qu'il borde. Le pont de Humen relie le bourg à Canton en passant au dessus de ce détroit.

## Économie
Située au sud-est de Dongguan, Humen a commencé à fabriquer des vêtements en 1993 et compte plus de 1200 entreprises de fabrication de vêtements et emploie plus de 300 000 personnes (2011). Surnommé le « royaume du vêtement dans le sud de la Chine », Humen est célèbre pour sa production de jeans et de vêtements de mode pour femmes.

## Culture
La ville héberge le musée de la guerre de l'opium.

### Patrimoine
Sous le pont de Humen se trouve le Fort de Weiyuan, fortification du XIXe siècle.